# Final da Liga dos Campeões da UEFA de 2006–07
A Final da Liga dos Campeões da UEFA de 2006-07 foi a 52ª edição da decisão da Liga dos Campeões da UEFA, que teve como adversários Milan, da Itália e Liverpool, da Inglaterra. A partida foi jogada na Grécia, no Estádio Olímpico de Atenas, no dia 23 de Maio de 2007.
O vencedor foi o Milan, que venceu a equipe inglesa por 2 a 1, com gols de Filippo Inzaghi, aos 45' e 82' minutos, tendo Dirk Kuyt descontado para o Liverpool, aos 89'.

## Antes da partida

### Revanche?
O jogo estava sendo considerado uma revanche para os italianos, já que dois anos antes o Liverpool tinha se sagrado campeão europeu em cima do Milan, em cobranças de pênaltis, depois de um empate em 3 a 3 no tempo normal.

### Desempenhos dos finalistas
Ambas equipes entraram no torneio antes da fase de grupos. Por terem conseguido as últimas vagas na Liga em seus respectivos certames nacionais, Milan e Liverpool jogaram a terceira fase de qualificação. Enquanto a equipe italiana derrotou o Red Star, da Sérvia, o time inglês passou pelo israelense Maccabi Haifa.
Já na fase de grupos, as duas se classificaram em primeiros. Lille, AEK e Anderlecht foram os adversários do Milan e PSV Eindhoven, Bordeaux e Galatasaray enfretaram o Liverpool.
Nas fases finais, o Milan passou primeiro pelo Celtic, por 1 a 0 no resultado agregado, pelo Bayern de Munique, por 4 a 2, e pelo Manchester United, por 5 a 3.
Já o Liverpool enfrentou o Barcelona, e venceu pela Regra do gol fora de casa, com resultado agregado em 2 a 2, o mesmo PSV Eindhoven, pelo qual passou por 4 a 0, e o Chelsea, empatando em 1 a 1 e passando pela disputa de pênaltis, por 4 a 1.

## Detalhes da Partida
| 23 de maio de 2007 | Milan            | 2 - 1 | Liverpool | Estádio Olímpico, Atenas                |
| 21:45 (UTC+3)      | Inzaghi 45', 82' |       | 89' Kuyt  | Público: 74,000 Árbitro: Herbert Fandel |

| Milan | Liverpool |

| MILAN:          |    |                   |     |       |
|                 |    |                   |     |       |
| G               | 1  | Dida              |     |       |
| LD              | 44 | Massimo Oddo      |     |       |
| Z               | 13 | Alessandro Nesta  |     |       |
| Z               | 3  | Paolo Maldini (c) |     |       |
| LE              | 18 | Marek Jankulovski | 54' | 80'   |
| MD              | 8  | Gennaro Gattuso   | 40' |       |
| M               | 21 | Andrea Pirlo      |     |       |
| M               | 23 | Massimo Ambrosini |     |       |
| ME              | 10 | Clarence Seedorf  |     | 90+2' |
| MA              | 22 | Kaká              |     |       |
| A               | 9  | Filippo Inzaghi   |     |       |
| Reservas:       |    |                   |     |       |
| G               | 16 | Zeljko Kalac      |     |       |
| LD              | 2  | Cafu              |     |       |
| LE              | 4  | Kakha Kaladze     |     | 80'   |
| Z               | 19 | Giuseppe Favalli  |     | 90+2' |
| MC              | 27 | Serginho          |     |       |
| MC              | 32 | Cristian Brocchi  |     |       |
| A               | 11 | Alberto Gilardino |     |       |
| Treinador:      |    |                   |     |       |
| Carlo Ancelotti |    |                   |     |       |

| LIVERPOOL:     |    |                    |     |     |
|                |    |                    |     |     |
| G              | 25 | Pepe Reina         |     |     |
| LD             | 3  | Steve Finnan       |     | 88' |
| Z              | 23 | Jamie Carragher    | 60' |     |
| Z              | 5  | Daniel Agger       |     |     |
| LE             | 6  | John Arne Riise    |     |     |
| V              | 14 | Xabi Alonso        |     |     |
| V              | 20 | Javier Mascherano  | 58' | 78' |
| M              | 16 | Jermaine Pennant   |     |     |
| M              | 32 | Boudewijn Zenden   |     | 59' |
| M              | 8  | Steven Gerrard (c) |     |     |
| A              | 18 | Dirk Kuyt          |     |     |
| Reservas:      |    |                    |     |     |
| G              | 1  | Jerzy Dudek        |     |     |
| LD             | 2  | Álvaro Arbeloa     |     | 88' |
| Z              | 4  | Sami Hyypiä        |     |     |
| MC             | 7  | Harry Kewell       |     | 59' |
| MC             | 11 | Mark González      |     |     |
| A              | 15 | Peter Crouch       |     | 78' |
| A              | 17 | Craig Bellamy      |     |     |
| Treinador:     |    |                    |     |     |
| Rafael Benítez |    |                    |     |     |

| Homem do jogo Filippo Inzaghi Assistentes Carsten Kadach Volker Wezel Quarto árbitro: Florian Meyer |